# Jožef II. Konstantinopelski
Jožef II. (grško: Ιωσήφ Β΄), konstantinopelski patriarh od leta 1416 do 1439, * 1360, † 10. junij 1439.
Jožef je sin bolgarskega carja Ivana Šišmana. O njegovi mladosti do prihoda v samostan na gori Atos ni veliko znanega. Leta 1393 je postal efeški metropolit, 21. maja 1416 pa je bil izvoljen za konstantinopelskega patriarha. 
Z bizantinskim cesarjem Ivanom VIII. Paleologom, 23 metropoliti in številnimi učenjaki in teologi se je udeležil koncila v Ferrari in Firencah leta 1438 in 1439, ki bi moral privesti do ponovne združitve Vzhodne in Zahodne cerkve. Zaradi osmanske nevarnosti, ki je pretila Bizantinskemu cesarstvu, je bil skupaj z Ivanom VIII. in kijevskim metropolitom Izidorjem pripravljen sprejeti združitev Cerkva pod papeževim primatom. Dokumenta o združitvi, ki ga je podpisal cesar in 31 predstavnikov pravoslavne cerkve, pravoslavna cerkev ni sprejela. Leta 1451 je 21 pravoslavnih podpisnikov celo umaknilo svoj podpis z listine o združitvi. 
Jožef je bil takrat že zelo star in bolan in je dva meseca kasneje umrl. Njegova smrt je močno prizadela vse udeležence koncila, ker je bil  goreč zagovornik združitve Zahodne in Vzhodne cerkve. Pokopan je v cerkvi dominikanskega konventa Santa Maria Novella v Firencah. Njegov grob in freska Benozza Gozzolija v veliki kapeli palače  Medici Riccardi v Firencah, ki prikazuje prihod bizantinskih prelatov, na kateri je tudi patriarh Jožef, sta se ohranila.
Na položaju konstantinoplskega patriarha ga je nasledil Mitrofan II., katerega je cesar Ivan VIII. imenoval ravno zaradi njegovih pozitivnih stališč do združitve obeh Cerkva.

## Vir
- Catholic Encyclopedia, Council of Florence.
- Plamen Pavlov. Patriarh Josif II Arhivirano 2014-02-21 na Wayback Machine.(bulh.)

| Predhodnik: Evtimij II. | Konstantinopelski patriarh 1416–1439 | Naslednik: Mitrofan II. |

1. ↑  Record #102511551 // Gemeinsame Normdatei — 2012—2016.
2. ↑  https://pantheon.world/profile/person/Joseph_II_of_Constantinople